# Reuves
Reuves est une commune française, située dans le département de la Marne en région Grand Est.

## Géographie
| Oyes                  | Villevenard | Courjeonnet      |
|                       | Reuves      | Broussy-le-Petit |
| Mondement-Montgivroux | Allemant    |                  |

### Hydrographie

#### Réseau hydrographique
La commune est dans la région hydrographique « la Seine de sa source au confluent de l'Oise (exclu) » au sein du bassin Seine-Normandie. Elle est drainée par le canal 01 de le Fossé Nacelle, le canal 01 de la Lune, le canal 01 de la Pointe des Vœux, le canal 02 de la Lune, le canal 03 de la Lune et le Fossé 01 du Calageon,.

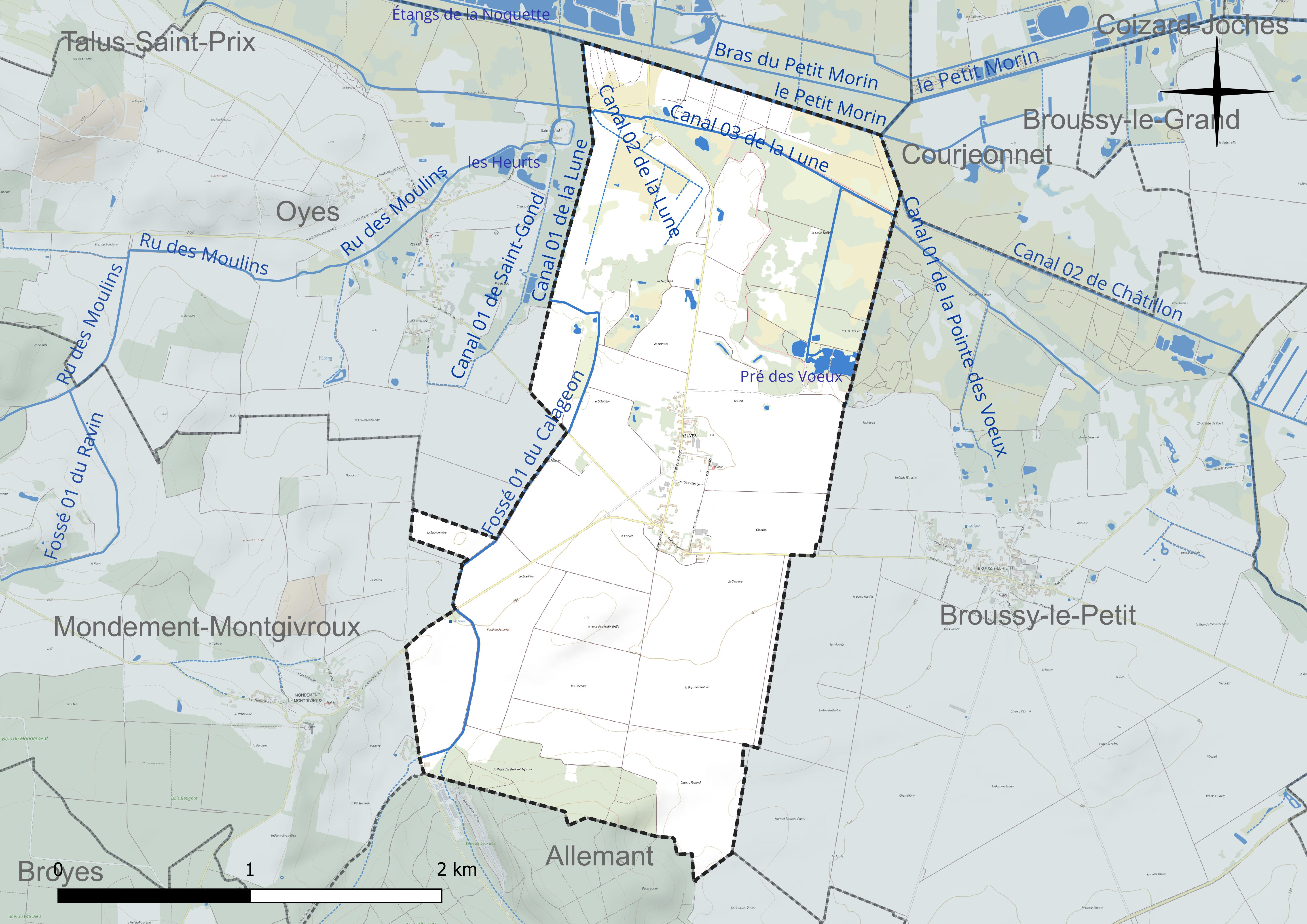
Réseau hydrographique de Reuves.

Un plan d'eau complète le réseau hydrographique : Pré des Vœux (2,3 ha),.

#### Gestion et qualité des eaux
Le territoire communal est couvert par le schéma d'aménagement et de gestion des eaux (SAGE) « Petit et Grand Morin ». Ce document de planification concerne le territoire des bassins versants du Petit Morin (630 km2) et du Grand Morin (1 185 km2) et se répartit sur trois départements (la Marne, l'Aisne et la Seine-et-Marne). Il a été approuvé le 21 octobre 2016. La structure porteuse de l'élaboration et de la mise en œuvre est le Syndicat mixte d'aménagement et de gestion des eaux (SMAGE) - EPAGE. 
La qualité des cours d’eau peut être consultée sur un site dédié géré par les agences de l’eau et l’Agence française pour la biodiversité. 

### Climat
Pour des articles plus généraux, voir Climat du Grand Est et Climat de la Marne.
En 2010, le climat de la commune est de type climat océanique dégradé des plaines du Centre et du Nord, selon une étude du Centre national de la recherche scientifique s'appuyant sur une série de données couvrant la période 1971-2000. En 2020, Météo-France publie une typologie des climats de la France métropolitaine dans laquelle la commune est exposée à un climat océanique altéré et est dans la région climatique  Nord-est du bassin Parisien, caractérisée par un ensoleillement médiocre, une pluviométrie moyenne régulièrement répartie au cours de l’année et un hiver froid (3 °C). 
Pour la période 1971-2000, la température annuelle moyenne est de 10,6 °C, avec une amplitude thermique annuelle de 15,9 °C. Le cumul annuel moyen de précipitations est de 747 mm, avec 11,7 jours de précipitations en janvier et 7,9 jours en juillet. Pour la période 1991-2020, la température moyenne annuelle observée sur la station météorologique de Météo-France la plus proche, « Esternay-Man », sur la commune d'Esternay à 19 km à vol d'oiseau, est de 10,9 °C et le cumul annuel moyen de précipitations est de 780,5 mm. 
La température maximale relevée sur cette station est de 42,5 °C, atteinte le 25 juillet 2019 ; la température minimale est de −25 °C, atteinte le 14 février 1956,,. 
Les paramètres climatiques de la commune ont été estimés pour le milieu du siècle (2041-2070) selon différents scénarios d'émission de gaz à effet de serre à partir des nouvelles projections climatiques de référence DRIAS-2020. Ils sont consultables sur un site dédié publié par Météo-France en novembre 2022.

## Urbanisme

### Typologie
Au 1er janvier 2024, Reuves est catégorisée commune rurale à habitat très dispersé, selon la nouvelle grille communale de densité à sept niveaux définie par l'Insee en 2022.
Elle est située hors unité urbaine et hors attraction des villes,.

### Occupation des sols
L'occupation des sols de la commune, telle qu'elle ressort de la base de données européenne d’occupation biophysique des sols Corine Land Cover (CLC), est marquée par l'importance des territoires agricoles (61,3 % en 2018), une proportion sensiblement équivalente à celle de 1990 (60,9 %). La répartition détaillée en 2018 est la suivante : 
terres arables (61,3 %), zones humides intérieures (24,5 %), milieux à végétation arbustive et/ou herbacée (5,5 %), forêts (4,4 %), zones urbanisées (4,3 %). L'évolution de l’occupation des sols de la commune et de ses infrastructures peut être observée sur les différentes représentations cartographiques du territoire : la carte de Cassini (XVIIIe siècle), la carte d'état-major (1820-1866) et les cartes ou photos aériennes de l'IGN pour la période actuelle (1950 à aujourd'hui).

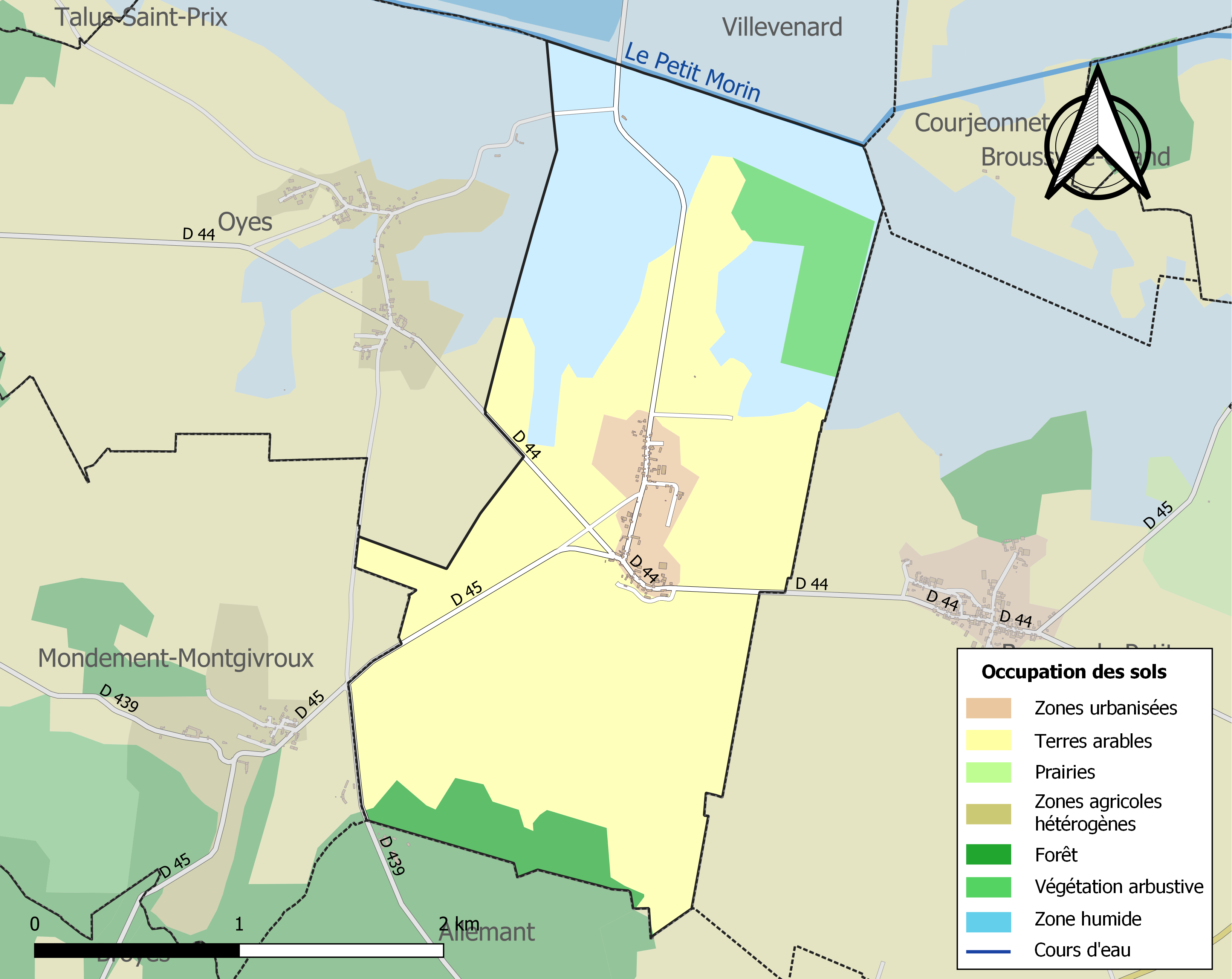
Carte des infrastructures et de l'occupation des sols de la commune en 2018 (CLC).

## Toponymie
Le nom de la localité est attesté sous les formes Ad Ruborem (813) ; Roborum (1131) ; Revres, Reuvres (vers 1252) ; Rueves (1367) ; Revez (1381) ; Ravere (1407) ; Reues (1537) ; Reuves (1664) ; Reuvre (XVIIIe siècle) ; Reuvres, Reuvræ (1784).

Du latin robur, « chêne rouvre ».

## Politique et administration
| Période                                  | Période                      | Identité            | Étiquette | Qualité                         |
| ---------------------------------------- | ---------------------------- | ------------------- | --------- | ------------------------------- |
| Les données manquantes sont à compléter. |                              |                     |           |                                 |
|                                          | 1878                         | Vérat               |           |                                 |
| 1879                                     |                              | Vroux               |           |                                 |
| mars 2001                                | En cours (au 4 juillet 2014) | Marie-Claude Dupont |           | Réélu pour le mandat 2014-2020, |

## Démographie
L'évolution du nombre d'habitants est connue à travers les recensements de la population effectués dans la commune depuis 1793. Pour les communes de moins de 10 000 habitants, une enquête de recensement portant sur toute la population est réalisée tous les cinq ans, les populations de référence des années intermédiaires étant quant à elles estimées par interpolation ou extrapolation. Pour la commune, le premier recensement exhaustif entrant dans le cadre du nouveau dispositif a été réalisé en 2004.

En 2022, la commune comptait 60 habitants, en évolution de −20 % par rapport à 2016 (Marne : −1,19 %, France hors Mayotte : +2,11 %).
| 1793 | 1800 | 1806 | 1821 | 1831 | 1836 | 1841 | 1846 | 1851 |
| ---- | ---- | ---- | ---- | ---- | ---- | ---- | ---- | ---- |
| 160  | 191  | 238  | 234  | 283  | 249  | 261  | 272  | 284  |

| 1856 | 1861 | 1866 | 1872 | 1876 | 1881 | 1886 | 1891 | 1896 |
| ---- | ---- | ---- | ---- | ---- | ---- | ---- | ---- | ---- |
| 247  | 237  | 250  | 210  | 200  | 191  | 190  | 177  | 156  |

| 1901 | 1906 | 1911 | 1921 | 1926 | 1931 | 1936 | 1946 | 1954 |
| ---- | ---- | ---- | ---- | ---- | ---- | ---- | ---- | ---- |
| 140  | 142  | 134  | 100  | 100  | 97   | 86   | 79   | 75   |

| 1962 | 1968 | 1975 | 1982 | 1990 | 1999 | 2004 | 2006 | 2009 |
| ---- | ---- | ---- | ---- | ---- | ---- | ---- | ---- | ---- |
| 76   | 72   | 63   | 70   | 75   | 68   | 61   | 60   | 63   |

| 2014 | 2019 | 2022 | - | - | - | - | - | - |
| ---- | ---- | ---- | - | - | - | - | - | - |
| 72   | 63   | 60   | - | - | - | - | - | - |

## Lieux et monuments
- La Réserve naturelle régionale du Marais de Reuves
- L'église Saint-Firmin, classée au titre des Monuments Historiques[26], avec des statues du XVe au XVIIIe siècle.